# Valldecerves
Valldecerves és una masia del municipi de Querol (Alt Camp) inclosa en l'Inventari del Patrimoni Arquitectònic de Catalunya.
La masia està formada per un conjunt d'edificacions integrades en una estructura complexa que inclou una petita església romànica dedicada a Sant Jaume. Són construccions de pedra vista i cobertes de teula a una o dues vessants. L'edifici principal d'aquest conjunt és de planta rectangular i de dos pisos d'alçària. Una construcció amb porta allindanada dona accés a un petit pati on s'obre la porta de l'habitatge, d'arc de mig punt adovellada. La resta d'obertures, irregularment distribuïdes, són en general rectangulars. Tot i no haver estat possible localitzar cap documentació que permeti situar l'origen concret de Cal Valldecerves, fonts orals la consideren com una de les més antigues de la zona. Recentment ha estat objecte d'obres de restauració i és utilitzada com a segona residència.